# 兪吉濬
兪 吉濬（ユ・ギルチュン、ゆ きっしゅん、ハングル: 유길준、1856年 - 1914年9月30日）は、李氏朝鮮末期の政治家・啓蒙思想家。字は聖武、号は矩堂。本貫は杞渓兪氏。

## 生涯
ソウルで生まれ、朴珪寿の元で学んだ。明治14年（1881年）には「紳士遊覧団」の一員として、魚允中に随行して日本に留学し、柳定秀と共に慶應義塾に入学し、明治16年（1883年）には、報聘使に随行する形で、アメリカに留学しワシントンD.C.やボストンで学び、日本では福沢諭吉、アメリカではエドワード・モースの元で学んだ。甲申政変後の1885年に帰国するが、開化派の一員とみなされて逮捕され、幽閉生活を送る。幽閉中に欧米事情について記した『西遊見聞』を著した。
日清戦争の過程で成立した金弘集内閣に入閣して甲午改革の中心人物となり、1894年には軍国機務処会議員に抜擢され、翌年にかけて議政府都憲、内閣総書、内部大臣などを歴任したが、俄館播遷後に日本に亡命した。
1902年、兪吉濬陰謀事件で取調べを受ける。日本の意図が日韓併合にあると悟った彼は、1907年に帰国して興士団・漢城府民会を結成して愛国啓蒙運動を進め、『大韓文典』を著してハングルの普及を進めるなど、韓国近代化と独立の維持を唱えた。日韓併合後に朝鮮貴族の一員として男爵を授与されることになったが、これを恥じて辞退し、1912年12月6日、爵位を返上した。